# El Afweyn
El Afweyn (somali : Ceelafweyn) est une ville de la région de Sanaag au Somaliland.
El Afweyn est une ville historique importante dans la région ouest de Sanaag et se trouve sur la route principale reliant les villes de Burao et Erigavo. La ville est à environ 283 km à l'est de Burao et à 88 km au sud-ouest d'Erigavo,.
La ville est également le siège administratif du district d'El Afweyn.

## Histoire

### Génocide d'Isaaq
Pendant le génocide des Isaaq, El Afweyn et ses environs ont été le théâtre de la mort de 300 personnes en octobre 1988 en représailles de la mort d'un officier de l'armée tué par une mine posée par le Mouvement national somalien rebelle. La ville a également été bombardée par l'armée de l'air somalienne. 
Oxfam Australia (en) (anciennement Community Aid Abroad) a décrit la situation à El Afweyn comme suit :
On sait que de nombreuses personnes ont fui la ville d'Elafweyn à la suite d'attentats à la bombe perpétrés par les forces gouvernementales. Une politique de la « terre brûlée » s'appliquait aux villages des plaines d'Elafweyn. Ces personnes déplacées se cachent dans la brousse sans accès adéquat à la nourriture et aux fournitures médicales.

### Conflit récent
El Afweyn a été le théâtre d'un conflit prolongé qui a débuté en 2015 à propos de pâturages, de ressources en eau rares et de différends sur le pouvoir et l'influence politiques entre deux communautés résidentes.
Le conflit a ensuite été résolu à la mi-juillet 2018 avec l'aide d'une délégation dirigée par le gouvernement du Somaliland de l'Académie pour la paix et le développement (AFD).

## Archéologie
La ville d'El Afweyn contient des sites archéologiques sous forme de grottes préhistoriques et de gravures rupestres.
En 1972, une expédition conjointe somalienne-soviétique est arrivée à El Afweyn pour rechercher ces gravures rupestres. El Afweyn abrite également plusieurs cairns et le site d'art rupestre de God-Hardune près de la ville.

## Environnement
El Afweyn abrite une collection diversifiée de flore et de faune, en particulier d'oiseaux. Les oiseaux indigènes de la ville comprennent la Bergeronnette printanière, la Sterne à ailes blanches, la Paruline migratrice commune, le Rossignol commun, le Squacco Heron, le Vautour percnoptère, l'Étourneau sansonnet et le Vautour oricou.

## Économie
L'économie d'El Afweyn repose principalement sur l'exportation de bétail. La ville abrite les plus grands marchés de bétail de la région de Sanaag et l'un des plus grands de la Corne de l'Afrique. Le marché aux bestiaux traite du bétail de tous les coins des territoires somaliens et génère un pourcentage important des revenus de la ville.

## Éducation
Il y a neuf écoles primaires et secondaires situées à El Afweyn, dont l'école Aadan Abokor Qorsheel et l'école primaire et intermédiaire de Nugaal, entre autres,,.

## Démographie
En 2005, El Afweyn a une population totale de 17 574 habitants[réf. nécessaire].